# Esther Jablonski
Ester Jablonski Duarte da Silveira, ou Esther Jablonski, ou Ester Jablonski (Rio de Janeiro, 5 de dezembro de 1956) é uma jornalista, médica, atriz, produtora cultural e apresentadora de televisão brasileira.

## Biografia
É formada em medicina pela Universidade Federal do Rio de Janeiro (UFRJ), com especialização em psiquiatria. Ingressou na carreira  como atriz  em 1986, convidada por Sergio Britto para o espetáculo Sábado, Domingo e Segunda, de Eduardo de Filippo, com direção de José Wilker, uma produção do Teatro dos Quatro. No elenco, Paulo Gracindo, Ari Fontoura, Iara Amaral, Paulo Goulart, Monica Torres, Guilherme Karam, Renata Fronzi, e Cristina Pereira, dentre grande elenco. A partir de 1988, além da produção de seus projetos e espetáculo teatrais, fez carreira paralela como apresentadora de televisão. O primeiro programa que apresentou foi O Valor do Ensino Público, veiculado com a Rede Globo. De 1990 a 2015, apresentou o programa brasileiro semanal Pequenas Empresas & Grandes Negócios, também da Rede Globo, estando portando há mais de vinte e cinco anos no ar, em rede nacional Devido a sua dedicação e experiência com o programa apresentado, Jablonski dedica-se também a atividades relacionadas ao tema, como apresentação de palestras sobre economia e negócios e vídeos institucionais.  
Quando deixou o PEGN, Esther era a segunda apresentadora há mais tempo atuando em uma mesma atração da Rede Globo.
Como atriz, já participou de inúmeras novelas e minisséries como Esperança, Por Amor, O Rei do Gado, Mulheres Apaixonadas , Mad Maria, Haja Coração, A Lei do Amor e, mais recentemente,  A Força do Querer, na TV Globo, além de ter atuado em inúmeras peças teatrais, dirigida por Ítalo Rossi, José Wilker, Moacir Góes, Gilberto Gawronski, Fernando Philbert, dentre outros. No teatro, produz seus próprios projetos, como o espetáculo Silêncios Claros,  a partir de textos de Clarice Lispector, com o qual tem circulado. Seu trabalho mais recente é o espetáculo O CORPO DA MULHER COMO CAMPO DE BATALHA, texto de Matei Visnièc, em direção de Fernando Philbert. Coordena o projeto NÃO VAI CAIR NO ENEM - UMA PEÇA, para a produtora FLOCKS, no qual Eduardo Bueno apresenta episódios de seu canal no YouTube.
Em 2010 lançou com o diretor e pesquisador de teatro Antonio Gilberto a fotobiografia de Ítalo Rossi - Isso é Tudo - pela Coleção Aplauso Especial, um trabalho de pesquisa inédito contendo toda a trajetória do ator.
Narradora de diversos AUDIOBOOKS, como: TESTEMUNHAS DO HOLOCAUSTO, DO NOSSO JEITO: MULHERES E LIDERANÇA, FOCO NA CARREIRA: COMO SE DESTACAR E SER BEM SUCEDIDA, O DIÁRIO DE JACK O ESTRIPADOR, O ANTÍDOTO, MULHERES INCRÍVEIS, todos pelo UBOOK.

## Filmografia

### Televisão
| Ano       | Título                               | Personagem / Função    | Nota                       |
| --------- | ------------------------------------ | ---------------------- | -------------------------- |
| 1988      | O Valor do Ensino Público            | Apresentadora          |                            |
| 1990–2015 | Pequenas Empresas & Grandes Negócios | Apresentadora          |                            |
| 1997      | O Rei do Gado                        | Sara                   |                            |
| 1998      | Por Amor                             | Ângela                 |                            |
| 2002      | Esperança                            | Sônia                  |                            |
| 2003      | Mulheres Apaixonadas                 | Drª Vera               |                            |
| 2005      | Mad Maria                            | Maria                  |                            |
| 2005      | Linha Direta Justiça                 | Liselotte Bossert      | Episódio: "O Caso Mengele" |
| 2015      | I Love Paraisópolis                  | Drª Mirtes             |                            |
| 2015      | A Regra do Jogo                      | Zilca Albuquerque      |                            |
| 2016      | Haja Coração                         | Drª Joyce              |                            |
| 2017      | A Lei do Amor                        | Juíza Carolina Jardino |                            |
| 2017      | A Força do Querer                    | Dr.ª Eva               |                            |
| 2021      | Verdades Secretas II                 | Juíza                  |                            |

### Teatro
| Ano           | Título                                  | Personagem / Função                              | Direção            |
| ------------- | --------------------------------------- | ------------------------------------------------ | ------------------ |
| 1986          | Sábado, Domingo, Segunda                | Maria Carolina                                   | José Wilker        |
| 1989          | Machado em Cena - Um Sarau Carioca      | Vários                                           | Luis de Lima       |
| 1990          | O Jardim das Cerejeiras                 | Vários                                           | Paulo Mamede       |
| 1991          | Bodas De Fígaro                         | Ela mesma (idealizadora / assistente de direção) | Italo Rossi        |
| 1992          | Mephisto                                | Tereza                                           | José Wilker        |
| 1993          | Romeu e Julieta                         | Sra. Capuleto                                    | Moacir Góes        |
| 1995          | A Luz da Lua                            | Ela mesma (assistente de direção)                | Italo Rossi        |
| 1996          | Vita e Virginia                         | Ela mesma (assistente de direção)                | Italo Rossi        |
| 2003–2005     | Encontro com Clarice                    | Vários                                           | Italo Rossi        |
| 2005          | 2 X Pinter                              | Rebeca                                           | Italo Rossi        |
| 2011          | C'Est La Vie                            | Mulher                                           | Gilberto Gawronski |
| 2012–presente | Silêncios Claros                        | Vários                                           | Fernando Philbert  |
| 2016–2017     | O Corpo da Mulher como Campo de Batalha | Kate                                             | Fernando Philbert  |
| 2018–presente | Não Vai cair no Enem - Uma Peça         | Ela mesma (coordenadora geral)                   | Eduardo Bueno      |